# Малевич, Иосиф Иосифович
Малевич, Иосиф Иосифович (1904—1973) — советский учёный-гидробиолог, систематик дождевых червей.

## Биография
Родился в Москве в семье инженера. В 1920 г. поступил на Физико-Математический факультет МГУ, учился у Г. А. Кожевникова. В 1925-29 гг. аспирантура. В 1928-30 гг. работал в лаборатории экспериментальной зоологии Московского зоопарка у М. М. Завадовского. В 1935-38 гг. — доцент в МГУ.
Работал (до 1945 г.) ассистентом в 1-м Московском медицинском институте.
Работал в Московском городском педагогическом институте им. В. П. Потемкина в 1945—1971 гг.
В 1946-50 гг. возглавлял отдел беспозвоночных Зоологического музея МГУ.
Член ВООП 1970-72 гг. Член МОИП с 1939 г.

## Научная деятельность
В 1930-е гг. проводил сборы моллюсков в Европейской части СССР, вместе с Е. В. Боруцким и Г. Г. Абрикововым. Основная тема исследования — дождевые черви, подробное описал фауну дождевых червей. До него по данной группе организмов для территории Российской Империи и СССР были только отдельные публикации немецкого зоолога Вильгельма Михельсена (1880—1937) и Льва Черносвитова (1902—1945).

## Публикации
Опубликовано более 70 работ, среди них:
Основные статьи
- Малевич И. И. Заметки по фауне Oligochaeta СССР. 1. Костромская губ. 2. Река Обь. // Русский гидробиологический журнал. — 1926. — Т. 5, № 10—12. — С. 223—225.
- Малевич И. И. Инструкция для сбора и консервирования дождевых червей // Советская ветеренария. — 1936. — Т. 8. — С. 37—39.
- Малевич И. И. Дождевые черви окрестностей Галичской биостанции // Учёные записки МГПИ им. В. П. Потёмкина. — 1951. — Т. 43, кафедра зоологии, № 1. — С. 85—114.
- Малевич И. И. Материалы по фауне и экологии дождевых червей Белоруссии // Бюллетель МОИП. Отдел биологический. — 1953. — Т. 58, № 5. — С. 39—49.
- Малевич И. И., Перель Т. С. Дождевые черви Теллермановского лесничества и их распределение в нагорной дубраве и лесах поймы // Ученые записки МГПИ. им. Потемкина. — 1958. — № 84. — С. 257—268.
- Малевич И. И. К изучению распространения дождевых червей (Oligochaeta, Lumbricidae) в СССР // Учёные записки МГПИ им. В. П. Потёмкина. — 1959. — Т. 104, кафедра зоологии, № 8. — С. 299—310.

Руководства (практикум)
- Зеликман А. Л., Малевич И. И. Экспериментальные работы по курсу зоологии беспозвоночных, ч.1. — М.: Учпедгиз, 1951. — 136 с.